# Saltos ornamentais nos Jogos da Commonwealth de 2014
Os saltos ornamentais nos Jogos da Commonwealth de 2014 integrou o programa dos esportes aquáticos que foram realizados em Glasgow, na Escócia. Dez eventos foram disputados de 30 de julho a 2 de agosto na Royal Commonwealth Pool, em Edimburgo.

## Medalhistas
Masculino
| Evento                       | Ouro                                           | Prata                                   | Bronze                                              |
| Trampolim de 1 m             | Jack Laugher ENG Inglaterra                    | Matthew Mitcham AUS Austrália           | Grant Nel AUS Austrália                             |
| Trampolim de 3 m             | Ooi Tze Liang MAS Malásia                      | Jack Laugher ENG Inglaterra             | Oliver Dingley ENG Inglaterra                       |
| Plataforma de 10 m           | Tom Daley ENG Inglaterra                       | Ooi Tze Liang MAS Malásia               | Vincent Riendeau CAN Canadá                         |
| Trampolim sincronizado 3 m   | Jack Laugher Chris Mears ENG Inglaterra        | Matthew Mitcham Grant Nel AUS Austrália | Nick Robinson-Baker Freddie Woodward ENG Inglaterra |
| Plataforma sincronizado 10 m | Domonic Bedggood Matthew Mitcham AUS Austrália | Tom Daley James Denny ENG Inglaterra    | nenhum*                                             |

*Somente quatro times estavam inscritos na prova e apenas as medalhas de ouro e prata foram entregues.
Feminino
| Evento                       | Ouro                                           | Prata                                   | Bronze                                               |
| Trampolim de 1 m             | Jennifer Abel CAN Canadá                       | Maddison Keeney AUS Austrália           | Esther Qin AUS Austrália                             |
| Trampolim de 3 m             | Esther Qin AUS Austrália                       | Jennifer Abel CAN Canadá                | Hannah Starling ENG Inglaterra                       |
| Plataforma de 10 m           | Meaghan Benfeito CAN Canadá                    | Pandelela Rinong Pamg MAS Malásia       | Roseline Filion CAN Canadá                           |
| Trampolim sincronizado 3 m   | Alicia Blagg Rebecca Gallantree ENG Inglaterra | Jennifer Abel Pamela Ware CAN Canadá    | Maddison Keeney Anabelle Smith AUS Austrália         |
| Plataforma sincronizado 10 m | Meaghan Benfeito Roseline Filion CAN Canadá    | Sarah Barrow Tonia Couch ENG Inglaterra | Pandelela Rinong Pamg Nur Dhabitah Sabri MAS Malásia |

## Quadro de medalhas
| Ordem | País       | Medalha de ouro | Medalha de prata | Medalha de bronze | Total |
| ----- | ---------- | --------------- | ---------------- | ----------------- | ----- |
| 1     | Inglaterra | 4               | 3                | 3                 | 10    |
| 2     | Canadá     | 3               | 2                | 2                 | 7     |
| 3     | Austrália  | 2               | 3                | 3                 | 8     |
| 4     | Malásia    | 1               | 2                | 1                 | 4     |
| TOTAL | TOTAL      | 10              | 10               | 9                 | 29    |